# Volley Treviso 1989-1990

## Risultati ottenuti

### In Italia
- Serie A1: eliminata nelle semifinali dei play-off dal Maxicono Parma
- Coppa Italia: perde i quarti di finale contro la Sernagiotto Padova

### In Europa
- Coppa delle Coppe: perde la finale contro il Maxicono Parma